# Sinodo di Marano
Il sinodo di Marano è un sinodo di vescovi del patriarcato di Aquileia celebrato nella città lagunare tra il 589 e il 590.

## Contesto storico
Alla morte del patriarca Elia, attorno al 586 o 587, fu chiamato a succedergli sulla cattedra aquileiese, in quel momento trasferita a Grado e causa dell'invasione longobarda, il vescovo Severo, che, come il predecessore, rimase fedele allo scisma tricapitolino. Poco dopo la sua elezione, l'esarca bizantino Smaragdo condusse con la forza Severo e altri tre vescovi tricapitolini (Giovanni di Parenzo, Severo di Trieste e Vindemio di Cissa) a Ravenna, costringendoli ad abiurare lo scisma e a ritornare alla fede cattolica.
Queste informazioni sono riportate da Paolo Diacono nella sua Historia Langobardorum, il quale aggiunge che, quando i 4 vescovi ritornarono nelle loro diocesi, "il popolo non volle comunicare con loro, né gli altri vescovi li accolsero".

## Svolgimento del sinodo
Con l'uso della forza, Smaragdo aveva rotto il fronte comune tra i vescovi scismatici. Per questo motivo fu convocato un sinodo di 10 vescovi nella località lagunare di Marano, durante il quale Severo ritrattò la sua professione di fede cattolica rilasciata a Ravenna. La fonte storica è ancora Paolo Diacono, che così descrive l'evento:
(Paolo Diacono, Historia Langobardorum, III, 26)
Subito dopo, Paolo Diacono riporta i nomi di 12 vescovi che ruppero la comunione con Severo, dopo che questi era stato costretto ad aderire alla fede cattolica a Ravenna, e i nomi dei 5 vescovi che invece rimasero solidali con Severo:
- contro Severo si schierarono Pietro di Altino, Chiarissimo di Concordia, Ingenuino di Sabiona, Agnello di Trento, Giuniore di Verona, Oronzo di Vicenza, Rustico di Treviso, Fonteio di Feltre, Agnello di Asolo, Lorenzo di Belluno, Massenzio di Zuglio e Adriano di Pola;
- favorevoli a Severo ci furono, oltre ai 3 vescovi che con lui avevavno abiurato lo scisma tricapitolino a Ravenna, anche Patrizio di Emona e Giovanni di Celeia.

Storici ed eruditi hanno in passato identificato i 12 vescovi oppositori di Severo come quelli che presero parte al sinodo di Marano. Tuttavia, Paolo Diacono dice che furono solo 10 i vescovi presenti al sinodo, e i successivi elenchi si riferiscono ai vescovi che, dopo l'abiura forzata di Ravenna, ruppero le relazioni con Severo. "Perciò, conclude Giuseppe Cuscito, dal racconto di Paolo Diacono non sappiamo quali veramente siano stati i vescovi intervenuti a Marano".

## Eventi successivi
Nel settembre 590 fu eletto papa Gregorio Magno, che cercò di risolvere lo scisma tricapitolino convocando a Roma un concilio, al quale furono invitati direttamente, nel gennaio 591, i vescovi scismatici, compreso il patriarca Severo.
I vescovi della provincia ecclesiastica si riunirono nuovamente in sinodo, e redassero una lettera di risposta, indirizzata non al papa ma all'imperatore Maurizio. In questa missiva, dopo aver ricordato i soprusi e le percosse subite da Severo e dagli altri vescovi a Ravenna, i vescovi chiesero all'imperatore di non essere costretti a presentarsi al sinodo romano. La lettera fu sottoscritta da Ingenuino di Sabiona, Massenzio di Zuglio, Lorenzo di Belluno, Augusto di Concordia, Agnello di Trento, Agnello di Asolo, Giuniore di Verona, Fonteio di Feltre, Felice di Treviso e Oronzo di Vicenza. L'imperatore accolse le richieste dei vescovi scismatici e dissuase il papa dai suoi propositi.